# Televisión Canaria Dos
La Televisión Canaria Dos (también denominada como El Dos) fue un canal de televisión autonómico de la comunidad autónoma de Canarias (España), lanzado al aire el 30 de mayo de 2006, con motivo del Día de Canarias. Inicialmente denominado como ¡2!, se trataba del segundo canal de televisión autonómico público canario, perteneciente al ente público Radio Televisión Canaria, que emitía a través de la Televisión Digital Terrestre. Su área de cobertura abarcaba la totalidad del archipiélago canario.
Nació con una finalidad cultural, divulgativa (cursos de idiomas e incluso de matemáticas) y deportiva, aunque tras el cambio de dirección del ente público, comenzó a emitir redifusiones del canal principal (Televisión Canaria), principalmente de los informativos regionales e insulares, además de algunos documentales y de algunas retransmisiones deportivas. Por su parte, productoras locales de las islas surtían de contenidos "a coste cero" al canal. En ningún caso emitió plenarios del Parlamento de Canarias.
Su sede estaba en la de la Televisión Canaria en la ciudad de Santa Cruz de Tenerife.
El 31 de julio de 2012, a las 0:00 horas, sus emisiones cerraron debido a los problemas económicos de Televisión Canaria. Su programación fue trasladada al primer canal.